# Pont couvert de Wettingen-Neuenhof
Pour l’article homonyme, voir Holzbrücke.
Le Holzbrücke est un pont couvert en bois relie la commune de Wettingen avec la commune de Neuenhof en Suisse.

## Histoire
La première mention d'un ferry à cet endroit date de 1274 et le premier pont a été construit en 1764. Le pont a été détruit en 1799 par la guerre de Deuxième Coalition. Le pont actuel est bâti en 1818 ; il est inscrit comme bien culturel suisse d'importance régionale.

## Sources
- (als) Cet article est partiellement ou en totalité issu de l’article de Wikipédia en tosque intitulé « Holzbrugg Wettige-Noiehof » (voir la liste des auteurs).